# Antoine-Pierre-Jean Fourquet
Antoine-Pierre-Jean Fourquet (Eus, 6 marzo 1872 – Montbeton, 18 febbraio 1952) è stato un missionario e arcivescovo cattolico francese.

## Biografia
Entrò nella Società per le missioni estere di Parigi e l'8 aprile 1896 fu inviato in Guangdong.
Svolse il suo ministero nei distretti di Tong-Koum e di Hoi-Ping, nel seminario di Canton e nella parrocchia della cattedrale.
Fu pro-vicario della missione di Canton e la resse ad interim per due volte. Nel 1923 fu eletto vescovo di Temisonio in partibus e vicario apostolico di Canton; quando, nel 1946, fu stabilità la gerarchia ecclesiastica in Cina, fu nominato arcivescovo di Canton.
Durante la sua lunga carriera missionaria, la Cina fu sconvolta da numerose guerre e rivoluzioni: Fourquet profuse le sue energie per alleviare le sofferenze della popolazione civile.
Lasciò la guida della sua Chiesa nel 1947 e si ritirò in patria, dove morì.

## Genealogia episcopale e successione apostolica
La genealogia episcopale è:
- Cardinale Scipione Rebiba
- Cardinale Giulio Antonio Santori
- Cardinale Girolamo Bernerio, O.P.
- Arcivescovo Galeazzo Sanvitale
- Cardinale Ludovico Ludovisi
- Cardinale Luigi Caetani
- Cardinale Ulderico Carpegna
- Cardinale Paluzzo Paluzzi Altieri degli Albertoni
- Papa Benedetto XIII
- Papa Benedetto XIV
- Papa Clemente XIII
- Cardinale Giovanni Francesco Albani
- Papa Pio VI
- Cardinale Carlo Bellisomi
- Vescovo Marcelino José Da Silva
- Vescovo Roque José Carpegna Díaz, O.P.
- Vescovo François-Alexis Rameaux, C.M.
- Vescovo Bernard-Vincent Laribe, C.M.
- Vescovo Jean-Henri Baldus, C.M.
- Vescovo Louis-Gabriel Delaplace, C.M.
- Vescovo François-Ferdinand Tagliabue, C.M.
- Vescovo Jean-Baptiste-Hippolyte Sarthou, C.M.
- Vescovo Jules Bruguière, C.M.
- Vescovo Pierre-Marie-Alphonse Favier, C.M.
- Vescovo Stanislas-François Jarlin, C.M.
- Vescovo Giovanni Menicatti, P.I.M.E.
- Vescovo Domenico Pozzoni, P.I.M.E.
- Arcivescovo Antoine-Pierre-Jean Fourquet, M.E.P.

La successione apostolica è:
- Vescovo James Edward Walsh, M.M. (1927)